# Werner Rathmayr
Werner Rathmayr, avstrijski smučarski skakalec, * 26. januar 1972, Linz, Avstrija. 
Na tekmah svetovnega pokala je debitiral leta 1990 in nastopal do leta 1997. Dosegel je 6 zmag in bil najboljši v sezoni 1991-92, ko je bil skupno drugi. 

## Kariera v svetovnem pokalu
Na tekmah svetovnega pokala je debitiral na tekmi Novoletne turneje v sezoni 1989/90 v Innsbrucku in zasedel 69. mesto. V tej sezoni ni osvojil točk svetovnega pokala. Na koncu sezone je nastopil na mladinskem svetovnem prvenstvu. 

### Sezona 1991/92
Prvi dve zmagi je osvojil na tekmah v Saporu, drugi pa je bil v Oberstdorfu, kjer je tekmo končal za izjemnim Tonijem Nieminenom. Pravtako je zmagal na obeh Oberstdorfskih tekmah na letalnici. V skupnem seštevku svetovnega pokala je osvojil drugo mesto za Nieminenom. 

### Sezona 1992/93
Sezono je začel odlično, zmagal je na obeh preizkušnjah v Falunu, bil pa je še dvakrat drugi na tekmah v Saporu, enkrat za Martinom Höllwarthom, drugič za Akiro Higašijem. V seštevku svetovnega pokala je bil skupno na 4. mestu.

### Skakalna kriza
Po sezoni 1992/93 Rathmayr ni dosegal dobrih rezultatov, padel pa je tudi v krizo. Mnoge, ki so od njega pričakovali vrnitev, je razočaral, še najbolj na tekmah v poletih, kjer se ni uvrščal niti v finalno serijo. Njegova najboljša uvrstitev v sezoni 1993/94 je bilo 7. mesto na tekmi v Innsbrucku. 
Svoje zadnje točke v svetovnem pokalu je dobil v sezoni 1996/97 na poletih na Kulmu kjer je osvojil 28. mesto. Po naslednji preizkušnji na letalnici se je upokojil.

## Dosežki

### Zmage
Werner Rathmayr je v svetovnem pokalu dosegel 6 zmag:
| Sezona  | Država/Prizorišče  |
| ------- | ------------------ |
| 1991/92 | Saporo             |
| 1991/92 | Saporo             |
| 1991/92 | Oberstdorf (K-180) |
| 1991/92 | Oberstdorf (K-180) |
| 1992/93 | Falun              |
| 1992/93 | Falun              |